# Moros intrepidus
Moros intrepidus — вид ящеротазових динозаврів надродини тиранозавроїдів (Tyrannosauroidea), що існував у крейдовому періоді (96,4 млн років тому).

## Історія відкриття

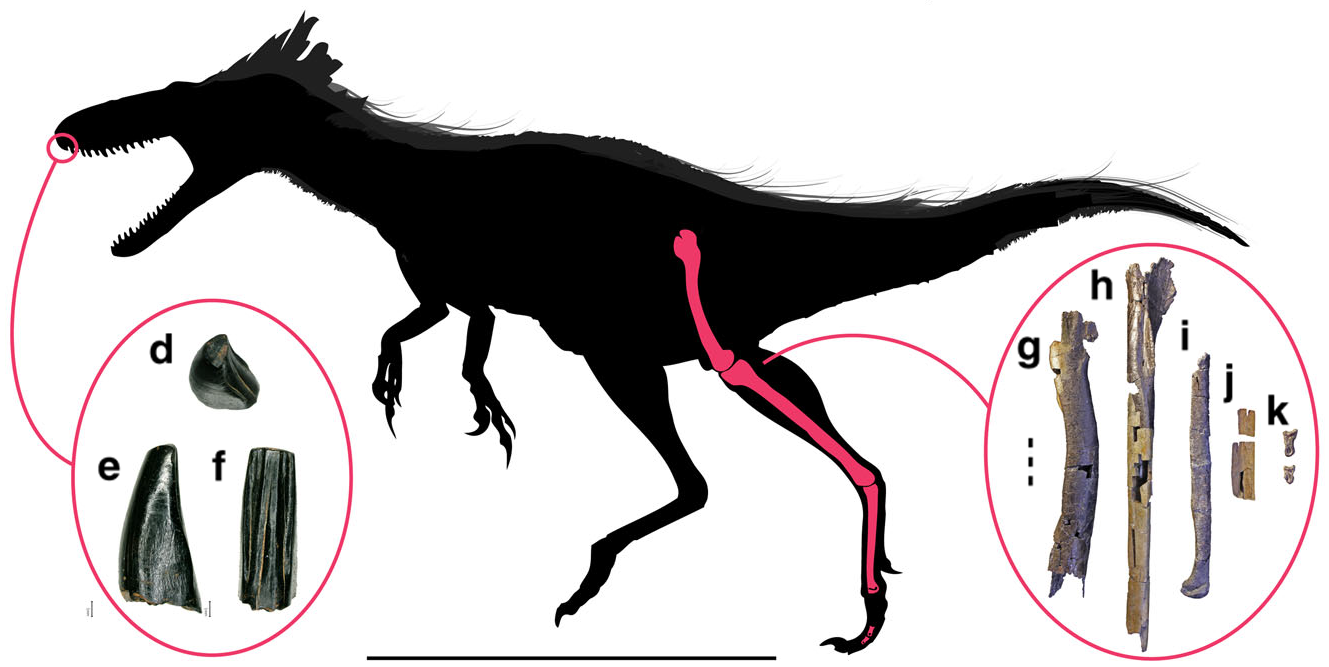
Відомі рештки динозавра

Рештки динозавра виявила у 2013 році американська вчена, археолог Ліндсі Занно в окрузі Емері штату Юта. Рештки знаходились у відкладеннях формації Кедрова гора, що датується сеноманським віком. Було виявлено стегнову кістку, гомілку, другу і четверту плюсневі кістки, фалангу пальця та два зуби. Лінії зупинки росту вказують на те, що динозавр був віком від 6—7 років, і був близьким до свого максимального розміру.
На основі решток, у 2019 році описано новий вид та рід динозаврів. Родова назва Moros походить від давньогрецької міфічної істоти Мороса. Видова назва перекладається з латини як «безстрашний.

## Опис
Морос був дрібнотілим тиранозавром з коротким тілом. Його довжина ніг становила приблизно 1,2 м, а маса тіла — 78 кг. Кістки стопи мороса були надзвичайно стрункими, а пропорції плеснових кісток більше подібні до орнітоміміових, ніж до кісток інших пізньокрейдових тиранозавроїдів.